# 용궁향교
용궁향교(龍宮鄕校)는 대한민국 경상북도 예천군 용궁면 향석리에 있는 조선시대의 향교이다. 1985년 10월 15일 경상북도의 유형문화재 제210호로 지정되었다.

## 참고 자료
- 용궁향교 - 국가유산청 국가유산포털